# Diplasiolejeunea grolleana
Diplasiolejeunea grolleana là một loài Rêu trong họ Lejeuneaceae. Loài này được Reyes mô tả khoa học đầu tiên năm 1982.